# Charles-Louis Livet
Charles-Louis Livet, né le 10 janvier 1828 à Château-la-Vallière et mort le 28 décembre 1897 à Montpellier, est un administrateur, philologue et historien de la littérature.

## Biographie
Après de brillantes études au lycée d’Angers, Livet est entré au Collège d’Administration. Il a été secrétaire préfectoral à Versailles et à Amiens ; secrétaire du ministre du commerce Louvet, inspecteur général des Conservatoires des Arts-et-Métiers, Commissaire du Gouvernement près la Société fermière de Vichy, et enfin directeur des Thermes nationaux d'Aix-les-Bains, fonction qu’il a occupée une dizaine d’années jusqu’à sa mort.
Comme érudit, Livet a livré des travaux d’érudition sur Molière pour lesquels il a été deux fois lauréat de l’Académie française, y compris un Lexique de la langue de Molière, publié aux frais du gouvernement et dont le dernier volume a paru quelques mois avant sa mort. Comme ouvrages originaux, on lui doit des publications sur la grammaire française et les grammairiens du XVIe siècle, les caractères et mœurs littéraires du XVIIe siècle ou le Journal officiel de Paris pendant la Commune, etc.
On lui doit également nombre d’autres travaux littéraires et philologiques, notamment l’édition scientifique des œuvres complètes de Saint-Amant, du Dictionnaire des précieuses de Somaize, de l’histoire de l’Académie française de Pellisson et d’Olivet, 4 pièces de Molière et des Intrigues de Molière et celles de sa femme anonyme. 
En plus de ses travaux érudits, Livet a collaboré également à divers journaux et revues littéraires. Souffrant d’une maladie d’estomac, il est mort à Montpellier, que la santé chancelante de son épouse lui avait fait choisir pour résidence d’hiver. Outre la Légion d’honneur et l’Instruction publique, il était décoré de plusieurs ordres étrangers.

## Publications
- Lexique de la langue de Molière : comparée à celle des écrivains de son temps  (Ouvrage couronné par l’Académie française), Paris, Imprimerie nationale, 1895-1897, 3 vol. in-8º (OCLC 759684897, lire en ligne).
- La Grammaire française et les grammairiens du XVIe siècle : Dubois (Sylvius), L. Meigret, J. Pelletier, G. des Autels, P. Ramus, J. Garnier, J. Pillot, Ab. Mathieu, Rob. et Henri Estienne, Claude de Saint-Lien, Théodore de Bèze, Paris, Didier, 1859, viii-536 p., in-8º (OCLC 1025255572, lire en ligne sur Gallica).
- Précieux et précieuses. Caractères et mœurs littéraires du XVIIe siècle : Madame de Rambouillet - l’abbé Cotin - Madame Cornuel - l’abbé d’Aubignac - Scudéry - Mlle de Gournay - le Pays - Jean Grillet - Bois-Robert - La Guirlande de Julie, Paris, H. Welter, 1895, 4e éd., xxxv-442 p., in-16 (OCLC 954215768, lire en ligne sur Gallica).
- Portraits du grand siècle : Madame de Fiesque, Marie Mancini, Mademoiselle de Valois, Madame de Chantal, Louis XIV, Antoine Corneille, Charles de Simiane, Saint-Amant, Philippe Cospeau, Fléchier, Racan, Paris, Émile Perrin, 1885, iv-463 p., in-8º (OCLC 563179024, lire en ligne sur Gallica).
- La Chanson des rues en l’an de grâce 1852, Nantes, William Busseuil, 1853, 14 p., in-8º (OCLC 1005438905, lire en ligne sur Gallica).
- M. le baron Feuillet de Conches : notice biographique, Paris, E. Plon, Nourrit et Cie, 1888, 43 p., in-8º (OCLC 1143162600, lire en ligne sur Gallica).
- Le Journal officiel de Paris pendant la Commune (20 mars-24 mai 1871) : Histoire. Extraits, fac-similé du dernier nº (24 mai), Paris, L. Beauvais, 1871, 286 p., in-18 (OCLC 916456994, lire en ligne sur Gallica).
- Philippe Cospeau, nommé en France Philippe de Cospéan : sa vie et ses œuvres, Paris, Alvarès, 1854, 122 p., in-12 (OCLC 674404708, lire en ligne).